# Biserica de lemn „Sfântul Arhanghel Mihail” din Glodeni
Biserica de lemn „Sf. Arhanghel Mihail” este o biserică amplasată în Glodeni, Republica Moldova. Este un monument arhitectural de importanță națională inclus în Registrul monumentelor Republicii Moldova ocrotite de stat cu nr. 1493 (raionul Glodeni). Datează din 1896.